# Franklin-Gordon Wild Rivers National Park
Franklin-Gordon Wild Rivers National Park – park narodowy położony na Tasmanii, 117 km na zachód od Hobart. Nazwa parku pochodzi od dwóch głównych rzek, które płyną w jego granicach: Franklin i Gordon. 
Park Narodowy Franklin-Gordon Wild Rivers położony jest w łańcuchu górskim West Coast Range na terenie światowego dziedzictwa Tasmanian Wilderness. Przez park przebiega autostrada – Lyell Highway. 
Park założony w 1908 roku w celu ochrony systemu wodnego rzek. Najwyższym szczytem zlokalizowanym na terenie parku jest Frenchmans Cap (1 446 m n.p.m.).